# Andrew Dowling
Andrew Dowling és un professor universitari britànic de la Universitat de Cardiff especialitzat en els camps de la política i la història de Catalunya. És consultat tot sovint com a expert en la qüestió catalana per nombrosos mitjans internacionals. Dowling és autor de la monografia Catalonia since the Spanish Civil War: Reconstructing the Nation (Sussex Academic Press, 2012), publicada també en català (Pasado y Presente, 2013). Entre la seva altra obra recent destaquen articles per a European History Quarterly and the Journal of Contemporary History. La seva producció inclou també The Politics of Contemporary Spain (Routledge, 2005) i articles a International Journal of Iberian Studies and Catalan Review. Actualment, està treballant en un llibre titulat Catalan Independence and the Future of the Spanish State (Ashgate), que es publicarà el 2017.